# Bazoches-sur-Guyonne
Bazoches-sur-Guyonne è un comune francese di 610 abitanti situato nel dipartimento degli Yvelines nella regione dell'Île-de-France.

## Società

### Evoluzione demografica
Abitanti censiti